# 1056
Évszázadok: 10. század – 11. század – 12. század
Évtizedek: 1000-es évek – 1010-es évek – 1020-as évek – 1030-as évek – 1040-es évek – 1050-es évek – 1060-as évek – 1070-es évek – 1080-as évek – 1090-es évek – 1100-as évek
Évek: 1051 – 1052 – 1053 – 1054 –  1055 – 1056 – 1057 – 1058 – 1059 – 1060 – 1061

## Események
- augusztus 21. – VI. Mikhaél bizánci császár trónra lépése (1057-ben lemond).
- október 5. – A  hatéves IV. Henriket német királlyá koronázzák (1062-ig anyja, Ágnes császárné, 1065-ig Brémai Adalbert gyámsága alatt kormányoz, 1084-ben koronázzák császárrá, 1106-ig uralkodik).
- I. Ottokár stájer őrgróf Karintia őrgrófja lesz.

## Halálozások
- augusztus 21. – Theodóra bizánci császárnő (* 981).
- október 5. – III. Henrik német-római császár (* 1017).